# Luis Sambucetti
Luis Sambucetti (Montevideo, 29 luglio 1860 – 7 settembre 1926) è stato un violinista, compositore e direttore d'orchestra uruguaiano.

## Biografia
Iniziò i suoi studi in patria, dopodiché si trasferì a Parigi, dove divenne allievo del violinista Hubert Léonard e studiò composizione con Jules Massenet e con Léo Delibes.
Dopo gli studi a Parigi tornò in Uruguay dove si dedicò all'attività didattica e alla direzione d'orchestra.